# 尖岳
尖岳（とんがりだけ）は、青森県東津軽郡今別町に位置する山である。

## 概要
- 当山は、標高529.1mの山である
- 当山は、西側が比較的傾斜が緩く、東側が比較的傾斜がきつい山である。
- なお、登山道は傾斜が緩い西側に設置されている。

## 当山にある施設・設備
- 当山には在青テレビ局の今別中継局が設置されており、今別町内や外ヶ浜町三厩地区東部などに電波を発射している。

### アナログテレビ
| 放送局名          | チャンネル | 空中線電力       | ERP                | 放送対象地域 | 放送区域内世帯数 | 放送開始日    |
| ----------------- | ---------- | ---------------- | ------------------ | ------------ | ---------------- | ------------- |
| NHK青森教育テレビ | 48ch       | 映像10W 音声2.5W | 映像220W 音声54.5W | 全国         | 2127世帯         | -             |
| NHK青森総合テレビ | 50ch       | 映像10W 音声2.5W | 映像220W 音声54.5W | 青森県       | 2127世帯         | -             |
| RAB青森放送       | 54ch       | 映像10W 音声2.5W | 映像210W 音声52W   | 青森県       | 2127世帯         | 1970年9月20日 |
| ATV青森テレビ     | 56ch       | 映像10W 音声2.5W | 映像190W 音声48W   | 青森県       | 2127世帯         | 1972年10月7日 |
| ABA青森朝日放送   | 60ch       | 映像10W 音声2.5W | 映像190W 音声47W   | 青森県       | 2127世帯         | -             |

- 在青FM放送局（NHK青森FM放送・エフエム青森）の中継局は、未設置である。
- なお、今別町は津軽海峡に面するという地理的環境から、FM放送は在札局の函館送信所・中継局の電波が受信可能である。アナログテレビ放送も2011年7月24日まで同様であった。
- 北海道渡島総合振興局管内の一部地域でも高性能アンテナで受信できる場合がある。

### デジタルテレビ
| リモコンキーID | 放送局名          | 物理チャンネル | 空中線電力 | ERP   | 放送対象地域 | 放送区域内世帯数 | 放送開始日     |
| -------------- | ----------------- | -------------- | ---------- | ----- | ------------ | ---------------- | -------------- |
| 1              | RAB青森放送       | 28ch           | 1W         | 18.5W | 青森県       | 約2100世帯       | 2009年12月25日 |
| 2              | NHK青森教育テレビ | 13ch           | 1W         | 18.5W | 全国         | 約2100世帯       | 2009年12月25日 |
| 3              | NHK青森総合テレビ | 16ch           | 1W         | 18.5W | 青森県       | 約2100世帯       | 2009年12月25日 |
| 5              | ABA青森朝日放送   | 32ch           | 1W         | 18.5W | 青森県       | 約2100世帯       | 2009年12月25日 |
| 6              | ATV青森テレビ     | 30ch           | 1W         | 18.5W | 青森県       | 約2100世帯       | 2009年12月25日 |

- 地上デジタル中継局は、NHK・民放各局とも2009年10月20日に予備免許交付、11月下旬から試験放送開始、12月24日に本免許交付、12月25日に本放送開始。アナログ中継局エリア内の場所によっては、青森親局も受信可能である[4]。